# 青山幸覃
青山 幸覃（あおやま よしひろ、元禄14年（1701年） - 天明3年2月2日（1783年3月4日））は、江戸時代中期の旗本・寄合。青山幸高の六男。青山秘成の養子となる。官位は従五位下、丹後守、備前守。妻は保科正殷の養女（実父：保科正賢）。子に幸喬、幸省らがいる。初名は幸房、幸慎。通称は小三郎、兵庫、民部。

## 生涯
元禄14年（1701年）、青山幸高の子として生まれる。宝永4年（1707年）、青山秘成の養子となる。享保7年（1722年）7月19日、中奥の小姓となり、享保8年（1723年）12月18日に従五位下丹後守に叙任した後、享保12年（1727年）5月2日に家督を継ぐ。
享保15年（1730年）4月15日に小姓組番頭、享保19年（1734年）11月10日に書院番頭になる。寛保2年（1742年）9月3日、大番頭になる。延享4年（1747年）12月15日に留守居となり、寛延2年（1749年）3月9日に職を辞し、寄合に列する。
天明3年（1783年）2月2日、死去。享年83。息子が早世していたため、家督は孫の幸癸が継いだ。